# Église presbytérienne orthodoxe
L'Église presbytérienne orthodoxe est apparue le  11 juin 1936 à Philadelphie après sa séparation de l'Église presbytérienne (PCUSA). En 2005, le nombre de congrégations était de 255. Le nombre de membres était de 27990 personnes (449 pasteurs, 19968 communiants, 7573 membres baptisés). L'Église presbytérienne biblique s'est formé par scission d'avec cette église en 1938.

## Histoire
L'Église presbytérienne orthodoxe (ou OPC pour Orthodox Presbyterian Church) est une petite dénomination presbytérienne conservatrice basée principalement aux États-Unis. Elle a été fondée par des membres conservateurs de l'Église presbytérienne (PCUSA) qui ont été marqués par la théologie moderniste durant les années 1930 (voir Controverse Fondamentaliste-Moderniste). Menée par John Gresham Machen, qui a aidé à la fondation du  Séminaire théologique de Westminster, l'église cherche à préserver le calvinisme historique avec une structure presbytérienne. Le nom signifie son adhésion aux enseignements chrétiens orthodoxes.
Suivant la tradition de théologiens comme Charles Hodge, Geerhardus Vos, et Benjamin B. Warfield, Machen fut un des professeurs conservateurs du Séminaire théologique de Princeton, lequel était un des bastions de la théologie presbytérienne orthodoxe jusqu'au début du XXe siècle. En 1929, le conseil du séminaire s'aligna sur une ligne théologique plus libérale, et engagea des professeurs significativement proches du christianisme moderniste et de quelques formes de christianisme libéral.
Machen et un groupe de conservateurs manifestèrent leur opposition à ces changements en formant le séminaire théologique de Westminster en 1929. Opposé à des positions théologiques qu'il estimait éloignées de la tradition réformée, si ce n'est des bases du christianisme lui-même, Machen tenta de plaider sa cause devant l'assemblée générale de la PCUSA, mais elle refusa de prendre des mesures dans le sens qu'il souhaitait. Avec de nombreux autres professeurs, accompagnés d'un groupe de disciples orthodoxes, il forma alors le Conseil indépendant pour les missions extérieures presbytériennes.
En 1934, l'assemblée générale condamna cette action et Machen et ses alliés furent dépossédés de leur ministère dans la vieille Église. Le 11 juin 1936, Machen et un groupe de ministres du culte conservateurs, d'anciens et de laïcs se rencontrèrent à Philadelphie pour former l'Église presbytérienne d'Amérique (Presbyterian Church of America) - à ne pas confondre avec l'Église presbytérienne en Amérique (Presbyterian Church in America) fondée quarante ans plus tard. La PCUSA engagea des poursuites  à cause de son choix de nom contre la nouvelle Église, qui en 1939 se renomma Église presbytérienne orthodoxe.
À l'époque de la fondation de l'OPC, Machen et ses alliés dans la PCUSA étaient considérés comme d'importants dirigeants du fondamentalisme chrétien, un mouvement qui regroupe différentes dénominations protestantes traditionnelles autour d'une doctrine stricte. Pourtant, Machen et la majorité de l'OPC, partageant l'opinion répandue alors parmi leurs pasteurs que le fondamentalisme n'avait pas de formulation doctrinale adéquate, choisirent de demeurer dans le cadre de la tradition réformée historique qui possède une confession de foi. En 1937, une faction de l'OPC plus dévouée à un fondamentalisme strict caractérisé par, entre autres, l'abstinence totale d'alcool, une eschatologie prémillénariste, l'opposition au mouvement œcuménique et l'activisme politique contre le Parti communiste des États-Unis, se détacha sous la houlette de Carl McIntire pour former l'Église presbytérienne biblique.
Parmi les premiers dirigeants de la dénomination on compte Cornelius Van Til, Gordon Clark, Oswald Thompson Allis, Robert Dick Wilson, R. B. Kuiper, et plus tardivement John Murray.
La dénomination maintient des relations cordiales avec l'Église presbytérienne en Amérique, la plus importante dénomination presbytérienne conservatrice aux États-Unis. Ils diffèrent l'un de l'autre plus au niveau de leur origine et de leur histoire que de leur doctrine, même si l'OPC est traditionnellement plus conservatrice que la PCA dans son approche du culte, de l'organisation de l'église et de la discipline. L'OPC est membre du Conseil réformé et presbytérien nord-américain (North American Presbyterian and Reformed Council) (NAPARC), et de la Conférence internationale des églises réformées (International Conference of Reformed Churches) (ICRC).